# К неизвестному или неизвестной
«К неизвестному или неизвестной» — условное название стихотворения римского поэта Гая Валерия Катулла, включённого в состав посмертного сборника («Книги Катулла Веронского») под номером 60. Автор здесь упрекает адресата в бессердечии, причём формулировки не позволяют определить пол человека, к которому обращаются. Исследователи видят явные параллели между этим упрёком и жалобами Ариадны в стихотворении № 64 («Свадьба Пелея и Фетиды»). В обоих случаях источником является реплика Ясона к Медее в трагедии Еврипида «Медея».
Советский антиковед М. Гаспаров полагает, что стихотворение может быть связано с какой-то любовной ситуацией, которая, однако, в тексте не описывается.